# Miguel Martínez Serna
Miguel Serna (Murcia, España, 9 de julio de 1988) es un futbolista español. Juega de portero en las filas del UCAM Murcia Club de Fútbol de la Segunda División RFEF.

## Trayectoria
Miguel Serna, nombre completo Miguel Martínez Serna, es un futbolista español nacido el 9 de julio de 1988 que jugó de portero en el Yeclano Deportivo, club que milita en la Segunda División B en España.
El futbolista nacido en Murcia (España), comenzó a destacar entre sus compañeros del Club Cordillera, su primer club. A la edad de 12 años fichó por el Real Murcia Club de Fútbol. Ese mismo año se convirtió en subcampeón de España con la Selección Murciana de Fútbol. Ahí desarrolló toda su carrera en el fútbol base, convirtiéndose en uno de los jugadores de su generación más brillantes, siendo una de las mejores promesas del club. Durante su etapa en el club Murciano formó parte de un grupo de jugadores llamado "equipo de élite". Este grupo estaba formado por los jugadores con mayor proyección de la cantera grana, en él entrenaban de forma específica con entrenadores profesionales diversos jugadores con la idea de facilitar sus transición al fútbol de élite español. Entre los jugadores destacados que conformaban este grupo están jugadores como Pedro León, Kike Garcia, Sergio Escudero y Dani Aquino.
A la edad de 19 años dejó el equipo de la capital para incorporarse a la disciplina del Cartagena F.C.. Trabaja a las órdenes de Juan Ignacio Martínez con el primer equipo. Durante su etapa en Cartagena, tuvo la oportunidad de participar en sus primeras convocatorias en el fútbol profesional.
Tras su paso por la ciudad romana, recaló en el Mar Menor F.C., equipo en el que creció como profesional y estuvo hasta 4 temporadas. Fue considerado el mejor portero de Tercera División los años 2017, 2018 y 2019. En la temporada 2017 fichó por el Yeclano Deportivo donde conquistó su primera liga. Esa temporada no consiguió el ascenso, pero el proyecto del equipo del altiplano era ambicioso y constante. En la temporada 2018-2019 conquistó su segunda liga consecutiva gracias a gol para la historia. Después de ir la mayor parte de la liga en primera posición, el Yeclano Deportivo necesita un punto para ser campeón en la última jornada. En el minuto 92 perdían por 2-1 contra el filial del UCAM, en ese momento el guardameta murciano subió a rematar buscando el milagro. Un milagro que llegó gracias a un gol de volea de Miguel Serna por la escuadra. Gracias a ese gol el Yeclano Deportivo consiguió su ansiado ascenso a Segunda División B.
En la temporada 2019-2020 en esta nueva categoría ha sido una de las piezas claves para que su equipa consiga clasificarse para los playoffs de ascenso a la Liga Smartbank (Segunda División).
El 7 de septiembre de 2020, firma por el Unionistas de Salamanca Club de Fútbol de la Segunda División B de España.
El 17 de julio de 2021, firma como jugador del Real Murcia Club de Fútbol de la Segunda División RFEF.
El 18 de julio de 2023, firma por el UCAM Murcia Club de Fútbol de la Segunda División RFEF.

## Clubes
| Club                                   | País   | Año       |
| -------------------------------------- | ------ | --------- |
| Real Murcia Club de Fútbol             | España | 2005-2010 |
| Cartagena F.C.                         | España | 2010-2012 |
| Mar Menor Fútbol Club                  | España | 2012-2017 |
| Yeclano Deportivo                      | España | 2017-2020 |
| Unionistas de Salamanca Club de Fútbol | España | 2020-2021 |
| Real Murcia Club de Fútbol             | España | 2021-2023 |
| UCAM Murcia Club de Fútbol             | España | 2023-Act. |